# Sisto Scilligo
Sisto Michele Scilligo (Formazza, 21 novembre 1911 – Formazza, 16 aprile 1992) è stato uno sciatore di pattuglia militare e fondista italiano.

## Biografia
Sisto Michele Scilligo apparteneva alla Scuola Militare di Alpinismo, l'odierno Centro Addestramento Alpino.

## Carriera
Sisto Michele Scilligo prese parte ai IV Giochi olimpici invernali di Garmisch-Partenkirchen 1936, dove fece parte della squadra italiana di pattuglia militare, disciplina progenitrice del biathlon. Il Comitato olimpico internazionale aveva rifiutato l'ammissione di questa gara nel programma olimpico, ma, su espresso desiderio di Adolf Hitler, la pattuglia militare venne comunque certificata come sport dimostrativo. Nel 1936 la squadra italiana, composta oltre che da Scilligo anche da Enrico Silvestri, Luigi Perenni e Stefano Sertorelli, vinse la medaglia d'oro con il tempo di 2:28,35.0, precedendo la Finlandia (2:28,49.0) e la Svezia (2:35,24.0).
Inoltre vinse una medaglia d'argento ai campionati italiani nello sci di fondo sulla distanza dei 18 km e si piazzò 5° con la staffetta 4 x 10 km (con Federico De Zulian, Andrea Veurich e Severino Menardi) ai campionati mondiali di sci nordico nel 1933.